# Canto Grande
Canto Grande es una localidad y urbanización perteneciente al distrito de San Juan de Lurigancho, en la ciudad de Lima, capital del Perú.
Fernando Wiesse fue el creador de Canto Grande, que luego se dividió en San Rafael, Canto Nuevo, Canto Bello y Canto Sol, además de la zona urbana y semirústica. Su altitud es de 395 m.s.n.m, y la temperatura más alta es de 32 °C y la más baja de 14 °C.

## Historia
Originalmente, Canto Grande fue planeado para constituirse como ciudad satélite y zona habitacional para habitantes de clase media a alta (al tratar de ser habitado por gente profesional de estatus social alto, la zona sería considerada como ciudad dormitorio de estilo campestre). La localidad fue escogida por su buen clima, además del amplio espacio del campo y la privacidad que primaba en ese entonces. En la década de los 60, se inició la venta de los primeros lotes; no obstante, luego fueron vendidos tras los problemas que tuvo el fundador, Fernando Wiesse, con el gobierno central. Posteriormente, algunos vecinos de la zona compraron los terrenos que quedaban ahí; mientras que, otros llegaban siendo migrantes o como reubicados del Puente Huáscar o Cantagallo.

## Hitos urbanos importantes
La localidad concentra dos de las principales arterias de la ciudad de Lima: las avenidas Canto Grande y Fernando Wiesse. Asimismo, posee su propio centro comercial llamado Alameda Plaza. Cuenta con un restaurante de comida rápida KFC, una tienda Dollarcity, un supermercado Maxiahorro, una tienda de calzados Bata, un gimnasio Smart Fit, y una cadena de cines Cineplanet, con 3 salas de proyección. Finalmente, la localidad se halla servida por una estación de la línea 1 del Metro de Lima y Callao, la estación San Carlos. Cuyo nombre se debe a la urbanización homónima, colindante con la localidad.
- Alameda Plaza
- Metro - Próceres
- Hospital General de San Juan de Lurigancho - Canto Grande[7][8]
- Universidad Tecnológica del Perú - San Juan de Lurigancho
- Universidad Privada del Norte - San Juan de Lurigancho
- Universidad César Vallejo - San Juan de Lurigancho
- Instituto IDAT - San Juan de Lurigancho
- Academias Preuniversitarias Aduni y César Vallejo - San Juan de Lurigancho
- Colegio Innova Schools - El Sol
- Colegio Innova Schools - El Parque
- Colegio Pamer - Los Mangos
- Colegio Pamer - Los Duraznos
- Colegio Trilce - Wiesse
- Colegio Bertolt Brecht - San Juan de Lurigancho
- Colegio Inca Garcilaso de la Vega - San Juan de Lurigancho
- Colegio Liceo Fermín Tanguis - San Juan de Lurigancho
- Institución Educativa Privada San Rafael
- Radio Canto Grande FM 97.7
- Play Park - San Juan de Lurigancho
- Naranjos Club - San Juan de Lurigancho
- Geoglifos y Petroglifos de Canto Grande[9][10]
- Estación San Carlos
- Kactus Teatro Circo

## Autoridades
Canto Grande, al ser parte del distrito de San Juan de Lurigancho, es administrada por esta municipalidad.
- Alcalde (2023 - 2026):
  - Jesús Maldonado Amao, de Somos Perú, alcalde de San Juan de Lurigancho.

### Comisarías de Canto Grande
- Comisaría PNP Santa Elizabeth: vigila todo el tramo de la avenida Canto Grande que cruza la localidad, además de sus zonas aledañas.
- Comisaría PNP Canto Rey: vigila todas las etapas de la urbanización Canto Grande.

## Clima
| Parámetros climáticos promedio de Canto Grande | Parámetros climáticos promedio de Canto Grande | Parámetros climáticos promedio de Canto Grande | Parámetros climáticos promedio de Canto Grande | Parámetros climáticos promedio de Canto Grande | Parámetros climáticos promedio de Canto Grande | Parámetros climáticos promedio de Canto Grande | Parámetros climáticos promedio de Canto Grande | Parámetros climáticos promedio de Canto Grande | Parámetros climáticos promedio de Canto Grande | Parámetros climáticos promedio de Canto Grande | Parámetros climáticos promedio de Canto Grande | Parámetros climáticos promedio de Canto Grande | Parámetros climáticos promedio de Canto Grande |
| Mes                                            | Ene.                                           | Feb.                                           | Mar.                                           | Abr.                                           | May.                                           | Jun.                                           | Jul.                                           | Ago.                                           | Sep.                                           | Oct.                                           | Nov.                                           | Dic.                                           | Anual                                          |
| ---------------------------------------------- | ---------------------------------------------- | ---------------------------------------------- | ---------------------------------------------- | ---------------------------------------------- | ---------------------------------------------- | ---------------------------------------------- | ---------------------------------------------- | ---------------------------------------------- | ---------------------------------------------- | ---------------------------------------------- | ---------------------------------------------- | ---------------------------------------------- | ---------------------------------------------- |
| Temp. máx. media (°C)                          | 32                                             | 32                                             | 33                                             | 30                                             | 30                                             | 23                                             | 21                                             | 24                                             | 23                                             | 24                                             |                                                |                                                | 22.7                                           |
| Temp. mín. media (°C)                          | 19                                             | 21                                             | 22                                             | 19                                             | 18                                             | 16                                             | 15                                             | 13                                             | 15                                             | 15                                             |                                                |                                                | 14.4                                           |
| Fuente: Accuweather                            |                                                |                                                |                                                |                                                |                                                |                                                |                                                |                                                |                                                |                                                |                                                |                                                |                                                |